# Otto III. (Ravensberg)

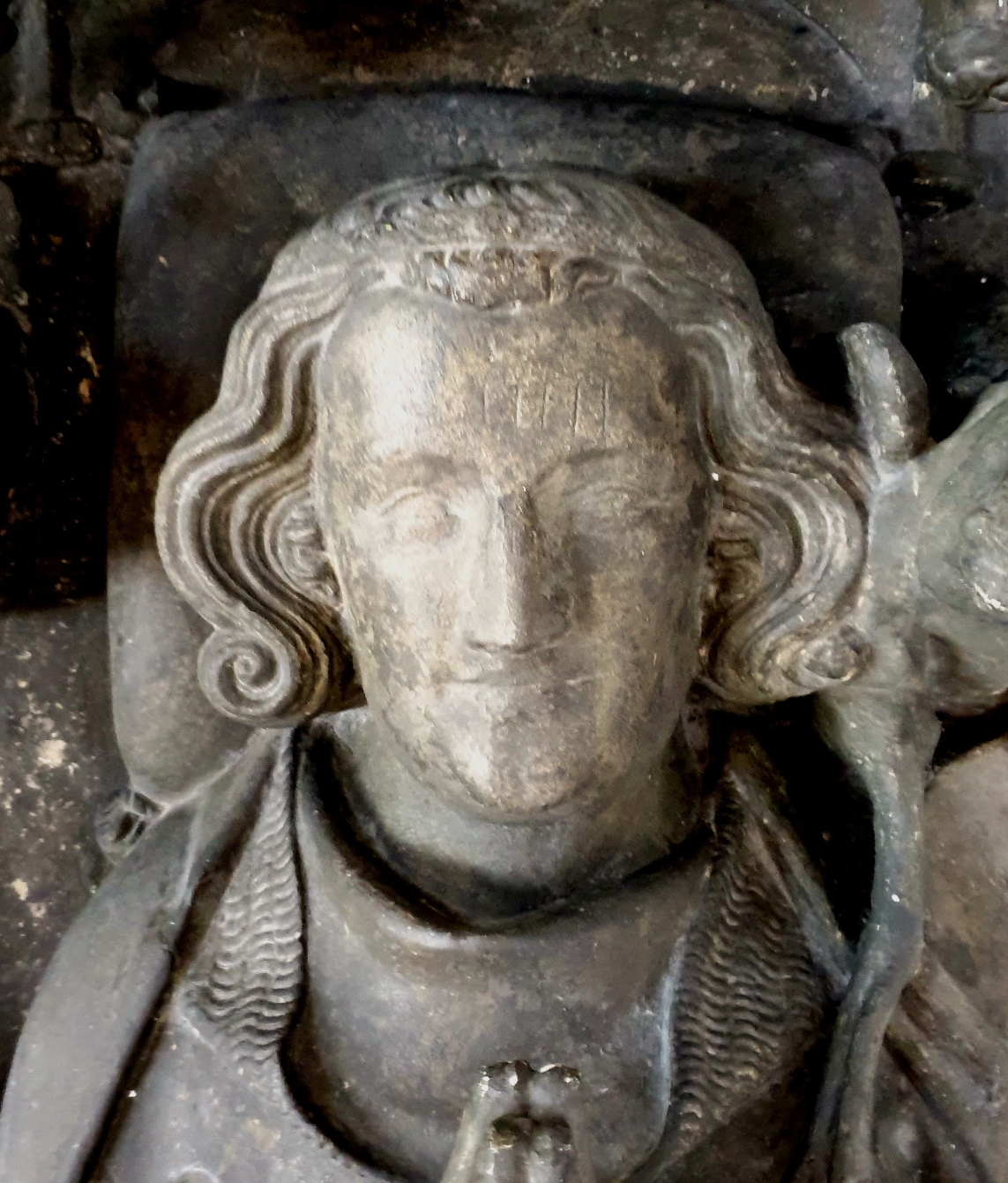
Otto III., Detail der Grabtumba in der Neustädter Marienkirche, Bielefeld

Otto III. (* um 1246; † 25. März 1305) war von 1249 bis 1305 Graf von Ravensberg.

## Leben

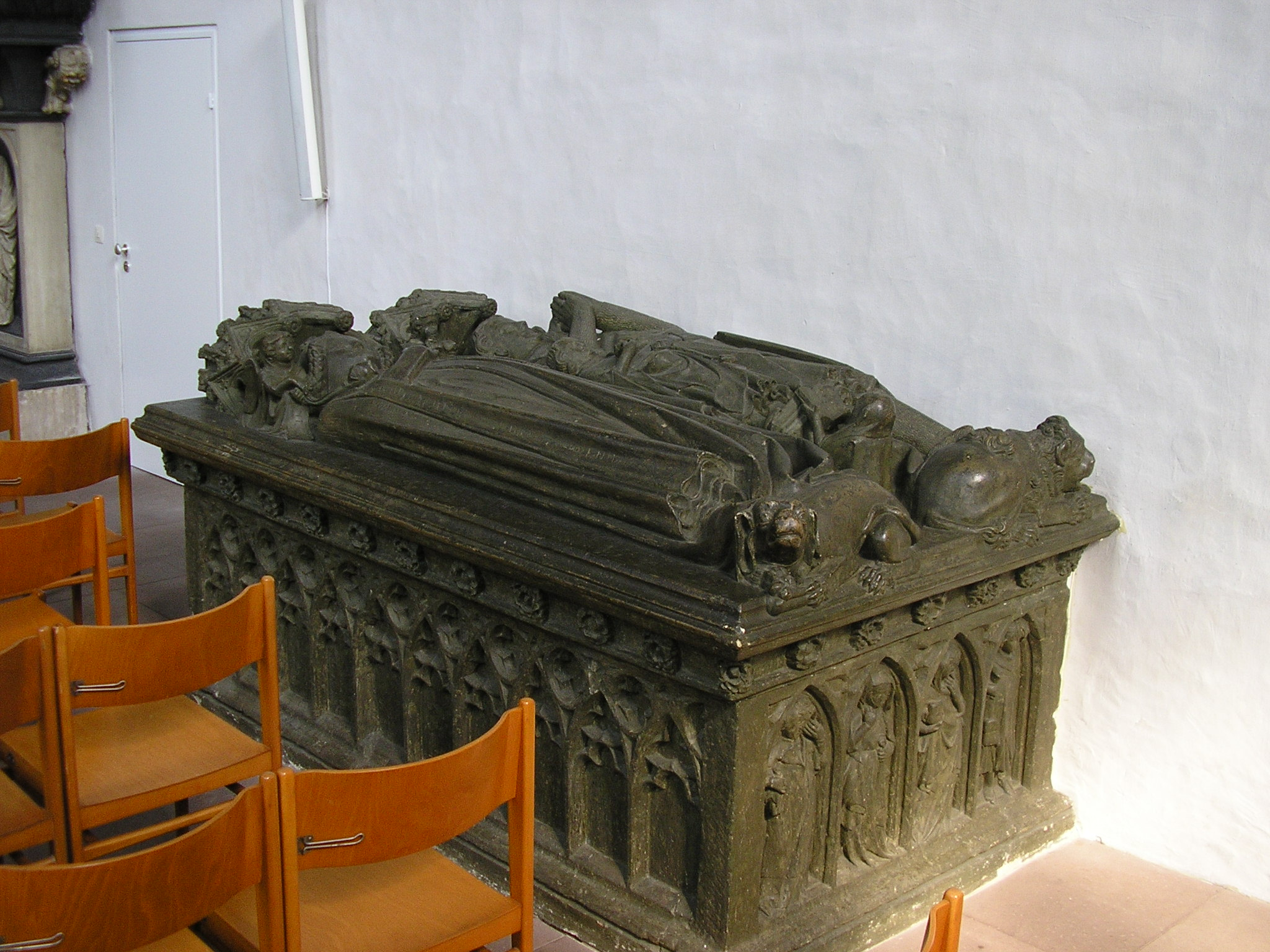
Begräbnis in der Bielefelder Marienkirche

Otto III. von Ravensberg wurde als Sohn von Ludwig von Ravensberg und seiner Frau Adelheid von Dassel (* 1224; † 14. September 1262/63) geboren. Sein jüngerer Bruder Ludwig war Bischof von Osnabrück.
Nach dem Tod des Vaters 1249 bereitete die Erbfolge einige Probleme. Die Vormundschaft über die Brüder Otto III., Ludwig und Johann übernahm der Edelherr Bernhard von der Lippe. Mutter Adelheid floh mit ihren Kindern zu ihrer Ratzeburger Verwandtschaft, woraufhin Bernhard die Burg Ravensberg gewaltsam mit seinen Männern besetzte. Schließlich wurde Otto III. zum Grafen von Ravensberg ernannt.
1264 siegte Otto III. in der Fehde mit dem Grafen von Gesmold. Im Jahr 1267 nahm er auf Seiten von Erzbischof Engelbert II. von Falkenburg an der Schlacht bei Zülpich teil.
Als 1270 Heinrich IV. von Oldenburg-Wildeshausen starb, fiel die Burg Vlotho in den gemeinsamen Besitz Ottos III. und seines Vetters Heinrich zum Berge.
Vor 8. November 1269 heiratete Otto III. Hedwig zur Lippe.
1277 schloss Otto III. ein geheimes Bündnis mit Konrad II. von Rietberg, Bischof von Osnabrück, Everhard von Diest, Bischof von Münster, und dem Stift Herford zum Beistand gegen die Edelherren zur Lippe.
Zwischen 1265 und 1282 hatte Otto III. Güter in Dänemark, die er von seinem Halbbruder Johannes geerbt hatte. Johannes war ein Sohn seiner Mutter Adelheid aus erster Ehe mit Johann (oder Jens) Jacobsen Galen. Am 13. April 1265 wurde das Erbe von König Erik V. von Dänemark bestätigt, nachdem Otto III. und sein Bruder Ludwig dem König den Lehnseid geleistet hatten. Ein verbleibender Erbstreit mit den beiden Söhnen des Johann Jacobsen Galen wurde 1267 beigelegt, und auch in den folgenden Jahren war Otto III. mehrfach in Dänemark. Offenbar genoss er dort erhebliches Ansehen; u. a. erscheint er in Urkunden des Königs als Zeuge. 1282 schließlich verkaufte Otto III. die Güter für über 330 Mark Silber an einen Olaf Tagesen.
1290 gelang es dem Kölner Erzbischof Siegfried von Westerburg, Gerhard, den Nachfolger Heinrichs zum Berge, zum Verkauf seiner Hälfte der Burg Vlotho zu bewegen.
Am 12. Juli 1293 gründete Otto III. mit seiner Gattin Hedwig in Bielefeld ein Kanonikerstift. Es wurde festgelegt, dass mindestens 12 Stiftsherren aufgenommen werden mussten, und das Patronatsrecht ging an den Grafen von Ravensberg. Die bereits vorhandene Marienkirche wurde von einer Pfarrkirche zur Stiftskirche erhoben.
Otto III. starb 1305 und ließ sich in dem von ihm gegründeten Stift neben seiner Frau beisetzen. Sein Sohn Otto IV. folgte ihm als Graf von Ravensberg.

## Ehe und Kinder
Otto III. war mit Hedwig zur Lippe, urkundlich 1264, († 5. März 1315), Tochter von Bernhard III. zur Lippe, verheiratet. Zusammen hatten sie neun Kinder:
- Uda (Oda)[2], urkundlich 1276, († 25. Juni 1313; ▭ in der Stadtkirche Limburg); ⚭ (um 25. August 1292/vor April 1298) Johann I. von Isenburg-Limburg, urkundlich 1266 bis 1310, (* vor 1266; † 1. Oktober 1312; ▭ in der Stadtkirche Limburg)
- Hedwig[2], urkundlich 1294 bis 1346, (* vor 1246; † nach 1346); ⚭ (1303) Torgils Knutsson, Marschall von Schweden, († 9. Februar 1306, enthauptet)
- Hermann[2], urkundlich 1269, Propst zu Tongern (1282), Domherr zu Osnabrück (1283–1296), Kanoniker von St. Lambert zu Lüttich (1295–1296), Domherr zu Paderborn (1293), († nach 10. November 1297 bei Mailand)
- Ludwig[2], urkundlich 1269 bis 1294, (* vor 1269; † nach 1294)
- Otto IV.[2], Graf von Ravensberg (1306), (* vor 1276; † 20. Februar/6. März (1328/1329)); ⚭ (25. März 1305/24. November 1312) Margaretha von Berg (* um 1275/1280; † nach 1339)
- Bernhard[2], urkundlich 1276, († 16. September 1346; ▭ in Bielefeld)
- Sophie, urkundlich 1276 bis 1328, (* vor 1276; † nach 1328); ⚭ () Graf Hildebold I. von Oldenburg-Altbruchhausen (* vor 1270; † nach 1310)
- Adelheid[2], (* um 1270; † nach 3. April 1338; ▭ in der Elisabethkirche (Marburg)); ⚭ (1297) Landgraf Otto I. von Hessen (* um 1272; † 17. Januar 1328  in Kassel; ▭ in der Elisabethkirche, Marburg)
- Jutta[2], urkundlich 1276 bis 1290, († vor 10. August 1305); ⚭ (vor 28. November 1282) Graf Heinrich III. von Honstein-Sondershausen († zw. 10. August und 13. Dezember 1305)